# Даніел Батішта Ліма
Даніе́л Баті́шта Лі́ма (порт. Daniel Batista Lima, грец. Ντανιέλ Μπατίστα Λίμα; нар. 9 вересня 1964; Кабо-Верде) — грецький футболіст, виходець з Кабо-Верде, нападник. Даніел Батішта захищав кольори національної збірної Греції і став першим темношкірим гравцем у її складі. Виступав за команди «Етнікос» (Пірей), «Олімпіакос», АЕК та «Аріс».
Дядько Батішти, Ноні Ліма, також мав успішну кар'єру у Греції, відоміший виступами за «Паніоніос».
Зараз Батішта директор футбольного клубу «Ламія», який змагається у третьому грецькому дивізіоні Гамма Етнікі.

## Кар'єра
У Альфа Етнікі Даніел Батішта дебютував у сезоні 1986—87 у клубі «Етнікос» із Пірея. За «Етнікос» провів три сезони, зігравши 67 матчів, в яких забив 14 голів. У 1989 році підписав контракт із афінським АЕКом. У складі АЕКа Батішта став одним із найкращих нападників у Грецькій чемпіонаті і навіть отримав прізвисько «Бідний Гулліт» (англ. the Gullit of the poor). З АЕКом виграв Альфа Етнікі у сезоні 1991—92, став володарем Суперкубка Греції (1989) і Кубка Ліги (1990). У 1992 році Батішта перейшов до «Олімпіакоса» і того ж виграв Суперкубок Греції. У 1995 році знов повернувся до АЕКа і грав за клуб до 1999 року. У 1999 році перейшов до «Аріса», і провівши два сезони, закінчив кар'єру гравця.

## Статистика
| Сезон   | Клуб            | Країна  | Ліга         | Матчі | Голи |
| ------- | --------------- | ------- | ------------ | ----- | ---- |
| 1986—87 | Етнікос (Пірей) | Греція  | Альфа Етнікі | 14    | 5    |
| 1987—88 | Етнікос (Пірей) | Греція  | Альфа Етнікі | 28    | 7    |
| 1988—89 | Етнікос (Пірей) | Греція  | Альфа Етнікі | 25    | 2    |
| 1989—90 | АЕК             | Греція  | Альфа Етнікі | 29    | 15   |
| 1990—91 | АЕК             | Греція  | Альфа Етнікі | 31    | 14   |
| 1991—92 | АЕК             | Греція  | Альфа Етнікі | 30    | 10   |
| 1992—93 | Олімпіакос      | Греція  | Альфа Етнікі | 29    | 3    |
| 1993—94 | Олімпіакос      | Греція  | Альфа Етнікі | 24    | 5    |
| 1994—95 | Олімпіакос      | Греція  | Альфа Етнікі | 25    | 8    |
| 1995—96 | АЕК             | Греція  | Альфа Етнікі | 28    | 10   |
| 1996—97 | АЕК             | Греція  | Альфа Етнікі | 21    | 7    |
| 1997—98 | АЕК             | Греція  | Альфа Етнікі | 16    | 7    |
| 1998—99 | АЕК             | Греція  | Альфа Етнікі | 12    | 4    |
| 1999—00 | Аріс            | Греція  | Альфа Етнікі | 5     | 0    |
| 2000—01 | Аріс            | Греція  | Альфа Етнікі | 0     | 0    |
|         | Всього:         | Всього: | Всього:      | 317   | 97   |

## Кар'єра в збірній
Отримавши грецьке громадянство, Даніел Батішта дебютував у складі національної збірної Греції 12 жовтня 1994 року у відбірковому матчі до Чемпіонату Європи 1996 проти Фінляндії; матч закінчився перемогою Греції 4:0, а Батішта відзачив свій дебют голом. Батішта став першим темношкірим гравцем у збірній Греції. Загалом за збірну провів 14 поєдинків і забив 2 голи.

### Матчі за збірну
| #   | Дата       | Стадіон                  | Суперник             | Рахунок | Турнір           | Місце      | Голи | Жовта картка · Червона картка | Капітан |
| --- | ---------- | ------------------------ | -------------------- | ------- | ---------------- | ---------- | ---- | ----------------------------- | ------- |
| 01. | 12.10.1994 | «Кафтанзогліо», Салоніки | Фінляндія            | 4—0     | Відбір Євро-1996 | Греція     | 70'  |                               |         |
| 02. | 16.11.1994 | «Спірідон Луїс», Афіни   | Сан-Марино           | 2—0     | Відбір Євро-1996 | Греція     |      |                               |         |
| 03. | 17.05.1995 | «Жальгіріс», Вільнюс     | Литва                | 2—1     | Товариський матч | Литва      |      |                               |         |
| 04. | 11.06.1995 | «Пааво Нурмі», Гельсінкі | Фінляндія            | 2—1     | Відбір Євро-1996 | Фінляндія  |      |                               |         |
| 05. | 16.08.1995 | «Хемпден Парк», Глазго   | Шотландія            | 1—0     | Відбір Євро-1996 | Шотландія  |      |                               |         |
| 06. | 06.09.1995 | «Серравалле», Сан-Марино | Сан-Марино           | 0—4     | Відбір Євро-1996 | Сан-Марино |      |                               |         |
| 07. | 20.09.1995 | «Туба», Салоніки         | Югославія            | 0—2     | Товариський матч | Греція     |      |                               |         |
| 08. | 11.10.1995 | «Лужники», Москва        | Росія                | 2—1     | Відбір Євро-1996 | Росія      |      |                               |         |
| 09. | 27.03.1996 | «Рештелу», Лісабон       | Португалія           | 1—0     | Товариський матч | Португалія |      |                               |         |
| 10. | 24.04.1996 | «Спірідон Луїс», Афіни   | Словенія             | 2—0     | Відбір ЧС-1998   | Греція     | 56'  |                               |         |
| 11. | 08.05.1996 | «Зосімадес», Яніна       | Грузія               | 2—1     | Товариський матч | Грузія     |      |                               |         |
| 12. | 14.08.1996 | «Спірідон Луїс», Афіни   | Албанія              | 2—1     | Товариський матч | Греція     |      |                               |         |
| 13. | 01.09.1996 | «Мессініакос», Каламата  | Боснія і Герцеговина | 3—0     | Відбір ЧС-1998   | Греція     |      |                               |         |
| 14. | 09.10.1996 | «Паркен», Копенгаген     | Данія                | 2—1     | Відбір ЧС-1998   | Данія      |      |                               |         |

## Тренерська кар'єра
Після завершення кар'єри гравця Батішта вирішив зайнятись тренерською діяльністю. З 2003 по 2007 роки він очолював клуб «Діагорас», а з 2007 по 2008 — «Фостірас». Сьогодні Батішта директор клубу «Ламія», який змагається у третьому грецькому дивізіоні Гамма Етнікі.

## Нагороди та досягнення
- АЕК
  - Альфа Етнікі (1): 1991-92
  - Кубок Греції (2): 1995-96, 1996-97
  - Суперкубок Греції (2): 1989, 1996
  - Кубок ліги (1): 1989—90
  - Кубок Середземноморських ігор 1991 (1): 1991
- «Олімпіакос»
  - Суперкубок Греції (1): 1992